# Paul Margueritte
Paul Margueritte (ur. 1 lutego 1860 w Laghouat (obecnie Al-Aghwat), zm. 30 grudnia 1918 w Soorts-Hossegor) – francuski pisarz.
Pisał powieści o tematyce społecznej i psychologicznej, m.in. Jours d’épreuve (1889) i La force des choses (1891). W latach 1896–1908 publikował razem z bratem Victorem, z którym w latach 1898-1904 wydał tetralogię Une époque o wojnie z Prusami 1870.